# Macrosemiidae
De Macrosemiidae zijn een familie van uitgestorven straalvinnige beenvissen (Osteichthyes). Ze leefden van het Midden-Trias tot het vroege Laat-Krijt. De Macrosemiidae omvatten alle geslachten die nauwer verwant zijn aan Macrosemius dan aan Callipurbeckia, Semionotus, Lepidotes of Lepisosteus. Veel geslachten waren waarschijnlijk rifbewoners.

## Kenmerken
Deze familie onderscheidt zich van alle andere beenvissen door de vreemde infraorbitalia (botten onder de ogen). De zeven infraorbitale botten onder het oog zijn naar buiten gevouwen, de twee achter het oog zijn buisvormig. De rugvin is vaak langwerpig of gevorkt. Sommige geslachten missen de schubben op de rug rond de rugvin. De dieren waren zeven tot vierentwintig centimeter lang.

## Systematiek
De Macrosemiidae behoren tot de nieuwvinnigen (Neopterygii).

## Geslachten
- Aphanepygus Bassani, 1879
- Disticholepis Thiollière, 1873
- Enchelyolepis Woodward, 1918
- Eosemionotus Stolley, 1920
- Histionotus Egerton, 1854
- Legnonotus Egerton, 1854
- Macrosemius Agassiz, 1844
- Macrosemiocotzus Gonzalez-Rodriquez, Applegate & Espinosa-Arrubarrena, 2004
- Neonotagogus Bravi, 1994
- Notagogus Agassiz, 1835
- Orthurus
- Palaeomacrosemius Ebert, 2016
- Petalopteryx Pictt, 1851
- Propterus Agassiz, 1834
- Macrosemimimus Schröder et al., 2012